# Oecetis kimminsi
Oecetis kimminsi is een schietmot uit de familie Leptoceridae. De soort komt voor in het Australaziatisch gebied.